# William Moore Davis
William Moore Davis, 22 de maio de 1829 em Flechauket-East Flechauket no Estado de Nova Iorque e falecido em 22 de março de 1920 ao noroeste de Brookhaven, Nova Iorque, é um pintor estadounidense, contemporâneo do Hudson River School.

## Biografia
Apaixonado do mar, Davis compromete-se como garoto de cabine à idade de 15 anos num sloop e mais tarde começa uma aprendizagem com um construtor de barcos. Além disso, também é atraído pela arte, abandona o comércio marítimo nos anos 1850 e se põe-se a pintar seriamente.
Passa a mais maior parte da sua vida em Port Jefferson, uma aldeia do Condado de Suffolk no Estado de Nova Iorque. O seu trabalho é influenciado pelo seu amigo o pintor William Sidney Mount, familiar da família Davis, que o acompanha e dá conselhos e ânimos.

## Trabalhos

### Galeria

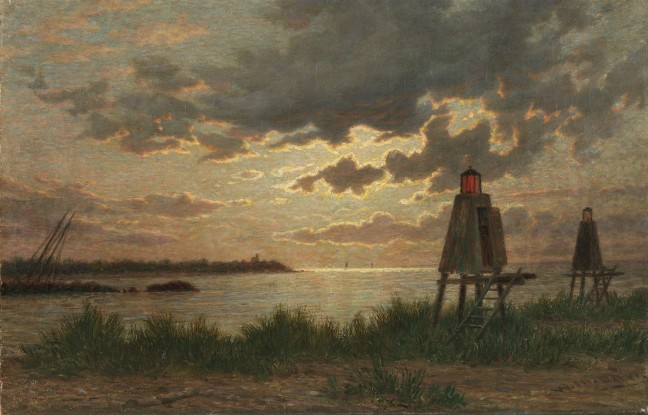
Port Jefferson Harbor
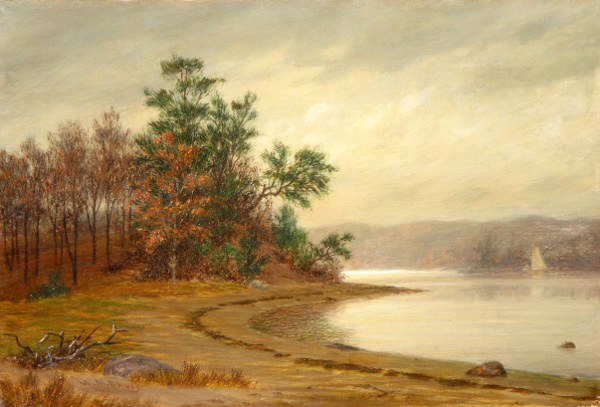
Tidal Inlet On Long Island Sound
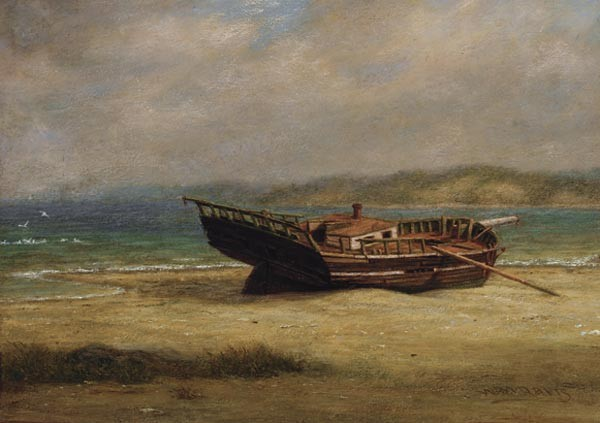
Wreck at Poquot Beach
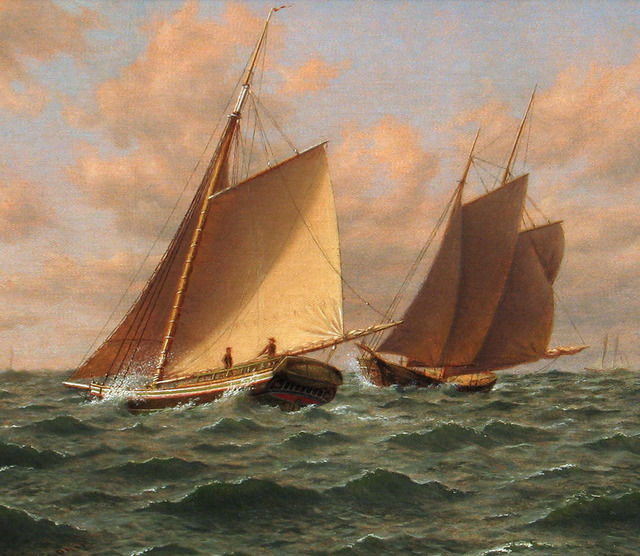
A Close Shave
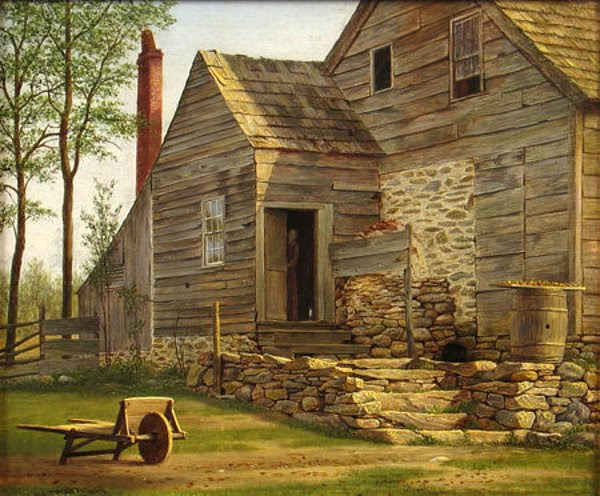
The Lady Behind the Door
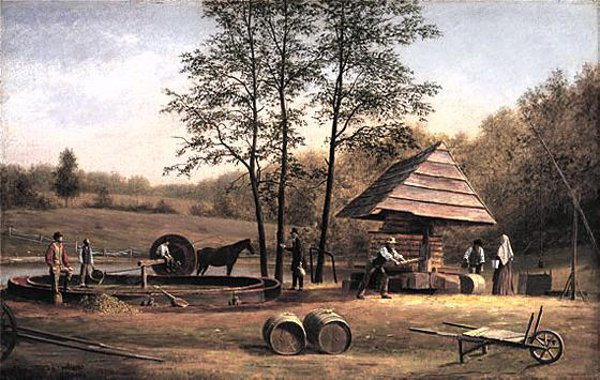
Cider Making On Long Island
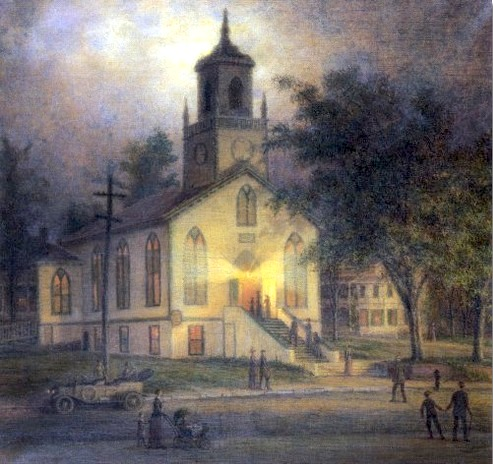
Lecture Night at the Baptist Church, Port Jefferson (1912)